# Амір Абедзаде
Амір Абедзаде (перс. امیر عابدزاده, нар. 26 квітня 1993, Тегеран) — іранський футболіст, воротар клубу «Марітіму» та національної збірної Ірану.

## Клубна кар'єра
Народився 26 квітня 1993 року в Тегерані. Розпочав займатись футболом у сім років під керівництвом свого батька Ахмада Абедзаде, а згодом навчався в академії «Персеполіса».
У віці 15 років він переїхав до Сполученого Королівства, де був в академії «Брентфорда» та на перегляді в «Арсеналі», а потім транзитом через аматорську команду «Динамо Доріго» потрапив в академію «Тоттенгем Готспур». Програвши місце у воротах юнацької команди «шпор» італійцю Мірко Раньєрі, Абедзаде покинув клуб і в подальшому виступав за молодіжні аматорські команди «Лондон Тайгерз» та «Персіан Лондон».
Абедзаде не зміг отримати дозвіл на працевлаштування у Великій Британії, тому після короткого повернення до Ірану та тренувань з командою «Стіл Азін», де його батько був помічником тренера, він разом з батьком переїхав до Сполучених Штатів у 2011 році і підписав контракт з клубом «ЛА Блюз», що грав у USL Pro, де його батько був тренером воротарів. У лос-анджелеській команді іранець взяв участь у 14 матчах чемпіонату, так і не ставши основним воротарем.
15 липня 2012 року повернувся на батьківщину, ставши гравцем «Персеполіса». Втім за два роки, проведених у тегеранській команді, Абедзаде не провів жодної гри за першу команду, виступаючи виключно в дублі.
3 липня 2014 року Абедзаде приєднався до «Рах Ахана», підписавши чотирирічний контракт. В цій команді знову став виступати під керівництвом свого батька, що був тренером воротарів. Дебютував у чемпіонаті Ірану 19 вересня 2014 року в матчі проти своєї колишньої команди «Персеполіса», замінивши на 34-й хвилині травмованого Ігора Ненезича, втім основним воротарем так і не став і зігравши лише 9 матчів у чемпіонаті в кінці сезону 2014/15 років разом з батьком покинув клуб.
2016 року став гравцем клубу третього за рівнем дивізіону Португалії «Баррейренсі», де вдалр себе проявив, через що ним зацікавився клуб Прімейри «Марітіму», куди Амір і приєднався 23 січня 2017 року, ставши вже другим іранським воротарем в історії команди, після Алірези Хаґіґі, що недовго пограв за клуб у 2016 році. Станом на 2 червня 2018 року Абедзаде відіграв за клуб Фуншала 8 матчів в національному чемпіонаті.

## Виступи за збірні
Протягом 2014—2016 років залучався до складу молодіжної збірної Ірану. Зі збірною до 22 років був учасником молодіжного чемпіонату Азії 2014 року, але не зіграв жодного матчу. Через два роки поїхав з командою до 23 років на молодіжний чемпіонат Азії 2016 року. Всього на молодіжному рівні зіграв у 9 офіційних матчах.
19 травня 2018 року дебютував в офіційних матчах у складі національної збірної Ірану в товариському матчі проти Узбекистану, а вже наступного місяця поїхав з командою на чемпіонат світу 2018 року у Росії.

## Особисте життя
Син іншого іранського воротаря, учасника чемпіонату світу 1998 року Ахмада Реза Абедзаде.
| Дата       | Місто   | Господарі | Результат | Гості      | Турнір           | Голи | Примітки |
| ---------- | ------- | --------- | --------- | ---------- | ---------------- | ---- | -------- |
| 19-05-2018 | Тегеран | Іран      | 1 – 0     | Узбекистан | товариський матч | -    | 46'      |
| Усього     |         | Матчів    | 1         |            | Голів            | 0    |          |